# Memoriał Bronisława Idzikowskiego i Marka Czernego 2004
Memoriał im. Bronisława Idzikowskiego i Marka Czernego 2004 – 37. edycja turnieju w celu uczczenia pamięci polskiego żużlowca Bronisława Idzikowskiego i Marka Czernego, który odbył się dnia 16 października 2004 roku. Turniej wygrał Grzegorz Walasek. Po zawodach rozegrano bieg pamięci Jerzego Baszanowskiego.

## Wyniki
- Częstochowa, 16 października 2004
- NCD: Rafał Osumek - 66,94 w wyścigu 10
- Sędzia: Jan Banasiak

| Msc. | Zawodnik                 | Klub         | Pkt |              |  |
| ---- | ------------------------ | ------------ | --- | ------------ |  |
| 1    | (14) Grzegorz Walasek    | Częstochowa  | 15  | (3,3,3,3,3)  |  |
| 2    | (12) Rafał Osumek        | Częstochowa  | 13  | (3,2,3,2,3)  |  |
| 3    | (1) Rune Holta           | Norwegia     | 12  | (3,3,3,wu,3) |  |
| 4    | (5) Sebastian Ułamek     | Częstochowa  | 12  | (3,2,2,3,2)  |  |
| 5    | (6) Michał Szczepaniak   | Częstochowa  | 10  | (2,2,2,3,1)  |  |
| 6    | (4) Adam Skórnicki       | Leszno       | 8   | (1,3,3,1,d)  |  |
| 7    | (11) Artur Pietrzyk      | Ostrów Wlkp. | 8   | (1,3,1,2,1)  |  |
| 8    | (3) Piotr Świderski      | Wrocław      | 7   | (0,1,2,2,2)  |  |
| 9    | (2) Adam Pietraszko      | Opole        | 6   | (2,0,1,3,0)  |  |
| 10   | (9) Łukasz Romanek       | Rybnik       | 6   | (0,1,d,2,3)  |  |
| 11   | (10) Zbigniew Czerwiński | Częstochowa  | 6   | (2,1,1,1,1)  |  |
| 12   | (7) Tomasz Jędrzejak     | Ostrów Wlkp. | 5   | (0,d,2,1,2)  |  |
| 13   | (15) Sławomir Drabik     | Wrocław      | 5   | (1,2,0,0,2)  |  |
| 14   | (8) Krzysztof Buczkowski | Grudziądz    | 4   | (1,1,1,1,0)  |  |
| 15   | (13) Jordan Jurczyński   | Łódź         | 2   | (2,0,0,d,d)  |  |
| 16   | (16) Mateusz Szczepaniak | Częstochowa  | 1   | (0,0,0,0,1)  |  |
|      | rez. Michał Ciura        | Częstochowa  |     | (ns)         |  |

Bieg po biegu
1. [69,02] Holta, Pietraszko, Skórnicki, Świderski
2. [67,88] Ułamek, Michał Szczepaniak, Buczkowski, Jędrzejak
3. [67,49] Osumek, Czerwiński, Pietrzyk, Romanek
4. [67,98] Walasek, Jurczyński, Drabik, Mateusz Szczepaniak
5. [67,20] Holta, Ułamek, Romanek, Jurczyński
6. [67,12] Walasek, Michał Szczepaniak, Czerwiński, Pietraszko
7. [67,77] Pietrzyk, Drabik, Świderski, Jędrzejak
8. [67,85] Skórnicki, Osumek, Buczkowski, Mateusz Szczepaniak
9. [67,24] Holta, Michał Szczepaniak, Pietrzyk, Mateusz Szczepaniak
10. [66,94] Osumek, Ułamek, Pietraszko, Drabik
11. [67,81] Walasek, Świderski, Buczkowski, Romanek
12. [67,99] Skórnicki, Jędrzejak, Czerwiński, Jurczyński
13. [67,68] Walasek, Osumek, Jędrzejak, Holta
14. [68,24] Pietraszko, Pietrzyk, Buczkowski, Jurczyński
15. [67,99] Ułamek, Świderski, Czerwiński, Mateusz Szczepaniak
16. [68,18] Michał Szczepaniak, Romanek, Skórnicki, Drabik
17. [68,82] Holta, Drabik, Czerwiński, Buczkowski
18. [68,48] Romanek, Jędrzejak, Mateusz Szczepaniak, Pietraszko
19. [68,22] Osumek, Świderski, Michał Szczepaniak, Jurczyński
20. [68,29] Walasek, Ułamek, Pietrzyk, Skórnicki

### Bieg pamięci częstochowskiego toromistrza Jerzego Baszanowskiego
1. Ułamek, Pietraszko, Jurczyński, Ciura